# Callirhoe bushii
Callirhoe bushii là một loài thực vật có hoa trong họ Cẩm quỳ. Loài này được Fernald mô tả khoa học đầu tiên năm 1909.